# Margretören
Margretören är öar i Finland. De ligger i Norra kvarken och i kommunen Korsholm i den ekonomiska regionen  Vasa i landskapet Österbotten, i den västra delen av landet. Öarna ligger omkring 13 kilometer nordväst om Vasa och omkring 380 kilometer nordväst om Helsingfors.
Arean för den av öarna koordinaterna pekar på är 4,6 hektar och dess största längd är 300 meter i sydöst-nordvästlig riktning.